# Monofluorsilan
Monofluorsilan ist eine chemische Verbindung aus der Gruppe der Silane.

## Gewinnung und Darstellung
Monofluorsilan kann durch Reaktion von Fluormethan mit Silicium oder Reaktion von Silylmethylether mit Bortrifluorid oder Reaktion von Monochlorsilan mit Antimon(III)-fluorid gewonnen werden.
{\displaystyle \mathrm {3\ SiH_{3}Cl+SbF_{3}\ \longrightarrow \ SiH_{3}F+SbCl_{3}} }

## Eigenschaften
Monofluorsilan ist ein farbloses Gas. Es besitzt als Feststoff bei 96 K eine monokline Kristallstruktur mit der Raumgruppe P21/n (Raumgruppen-Nr. 14, Stellung 2) und geht bei Normaldruck direkt in den gasförmigen Zustand über.

## Verwendung
Monofluorsilan kann zur Herstellung von Siliciumschichten verwendet werden.